# Glyphe-emblème

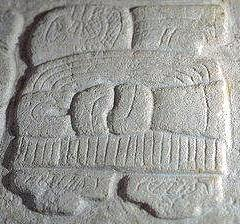
Glyphe-emblème de Tikal.

Un glyphe-emblème est, en écriture maya, un bloc composé d'un glyphe principal, désignant une entité politique classique maya, et d'un groupe de deux affixes constants. Habituellement apposé à un nom propre, il constitue un titre royal, désignant son porteur comme le souverain d'une cité maya classique, dont le nom est généralement de nature géographique ou mythologique.

## Découverte
Cette notion en épigraphie maya fut élaborée par Heinrich Berlin. En 1958, cet archéologue germano-mexicain publia une étude séminale sur le sujet dans la revue Le journal de la société des américanistes. En examinant les inscriptions de plusieurs sites mayas classiques des Basses-Terres, il avait découvert des blocs glyphiques dont une partie (les affixes) était toujours la même, alors que le glyphe principal variait selon le site. Il en tira la conclusion que ce glyphe désignait une entité politique maya. Il en identifia huit. Nous en connaissons actuellement plus de soixante. Jadis les affixes étaient connus sous les noms de «groupe de l'eau» et de «glyphe ben-ich».

## Signification
Grâce aux progrès du déchiffrement de l'écriture maya, ces glyphes peuvent être lus : le préfixe k'uhul' et le superfixe ajaw, c'est-à-dire « divin seigneur (de) » suivi du glyphe principal. Certaines entités, comme Palenque, possédaient deux glyphes-emblèmes différents. Il peut arriver également que deux entités possèdent le même glyphe-emblème, comme Tikal et Dos Pilas, en raison de la fondation de cette dernière par la famille royale de la première.

## Implications
La découverte de Heinrich Berlin a profondément modifié notre perception de la civilisation maya classique. Elle a notamment complètement discrédité une théorie élaborée par Sylvanus Morley, fort populaire au cours de la première moitié du XXe siècle, selon laquelle aurait existé à l'Époque classique un « Ancien Empire », avec Tikal pour capitale, auquel aurait succédé au Postclassique un « Nouvel Empire », dirigé par Chichén Itzá.